# Гетманцы
Ге́тманцы (укр. Гетьманці) — село, относится к Раздельнянскому району Одесской области Украины.
Население по переписи 2001 года составляло 24 человека. Почтовый индекс — 67404. Телефонный код — 4853. Занимает площадь 0,679 км². Код КОАТУУ — 5123983903.

## Местный совет
67410, Одесская обл., Раздельнянский р-н, с. Новоконстантиновка

## История
Еврейская земледельческая колония Фрайгейм была включена в черту села Гетманцы.